# IBM Lotus SmartSuite
Lotus Smart Suite je kancelářský balík původně dodávaný společností Lotus Software, kterou ale později zakoupila společnost IBM.
V polovině devadesátých let minulého století konkuroval podobným balíkům jako Microsoft Office, WordPerfect Office a další. Na rozdíl od MS Office se po roce 1995 vlivem špatné propagace a nedostatečné marketingové kampaně nedokázal prosadit v konkurenci produktů společnosti Microsoft. Přesto tento produkt přežil a používá se v hojné míře v anglicky mluvících zemích a to především v USA.
Zajímavá byla verze Lotus Smart Suite portovaná do jazyka Java, která mohla být provozována online. Přišla ale v době, kdy ještě nebyla dostatečná kapacita linek a výkonů klientů.
Lotus SmartSuite pro Microsoft Windows obsahuje následující aplikace:
- Lotus Word Pro
- Lotus 1-2-3
- Lotus Freelance Graphics
- Lotus Approach
- Lotus SmartCenter
- Lotus Organizer
- Lotus FastSite

Firma IBM přestala tento software prodávat a také ohlásila konec jeho podpory k 09/30/2014.
K dispozici je také starší SmartSuite pro OS/2 Warp 4.0, který obsahuje pět hlavních aplikací (Word Pro, 1-2-3, Freelance Graphics, Approach, Organizer). Některé jeho funkce jsou však už zastaralé. Jeho poslední verze 1.7.2 (Fixpack 3) byla vypuštěna v roce 2004.
Některé verze aplikací byly lokalizovány do češtiny. Do budoucna se chystá verze Lotus Smart Suite 9.9 pro Windows Vista.